# 布拉德福德座堂
布拉德福德座堂（英語：Bradford Cathedral）是位於英國英格蘭西約克郡布拉德福德的一座英格蘭聖公會的教堂。教堂最早修建於盎格魯-撒克遜時期，在諾曼入侵時期被毀。之後在14世紀時重建。現在布拉德福德座堂是聖公會利茲教區的三座座堂之一。

## 外部連結
- 维基共享资源上的相關多媒體資源：布拉德福德座堂

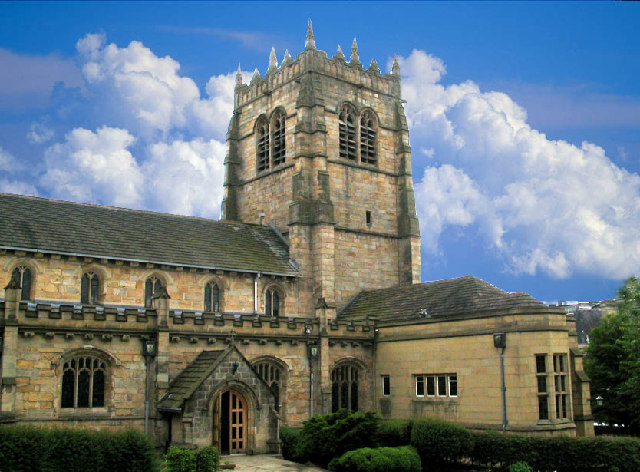
布拉德福德座堂

- Bradford Cathedral
- Structurae数据库中Bradford Cathedral的数据

53°47′43″N 1°44′52″W / 53.7954°N 1.7477°W